# Hải Vân (tunel)

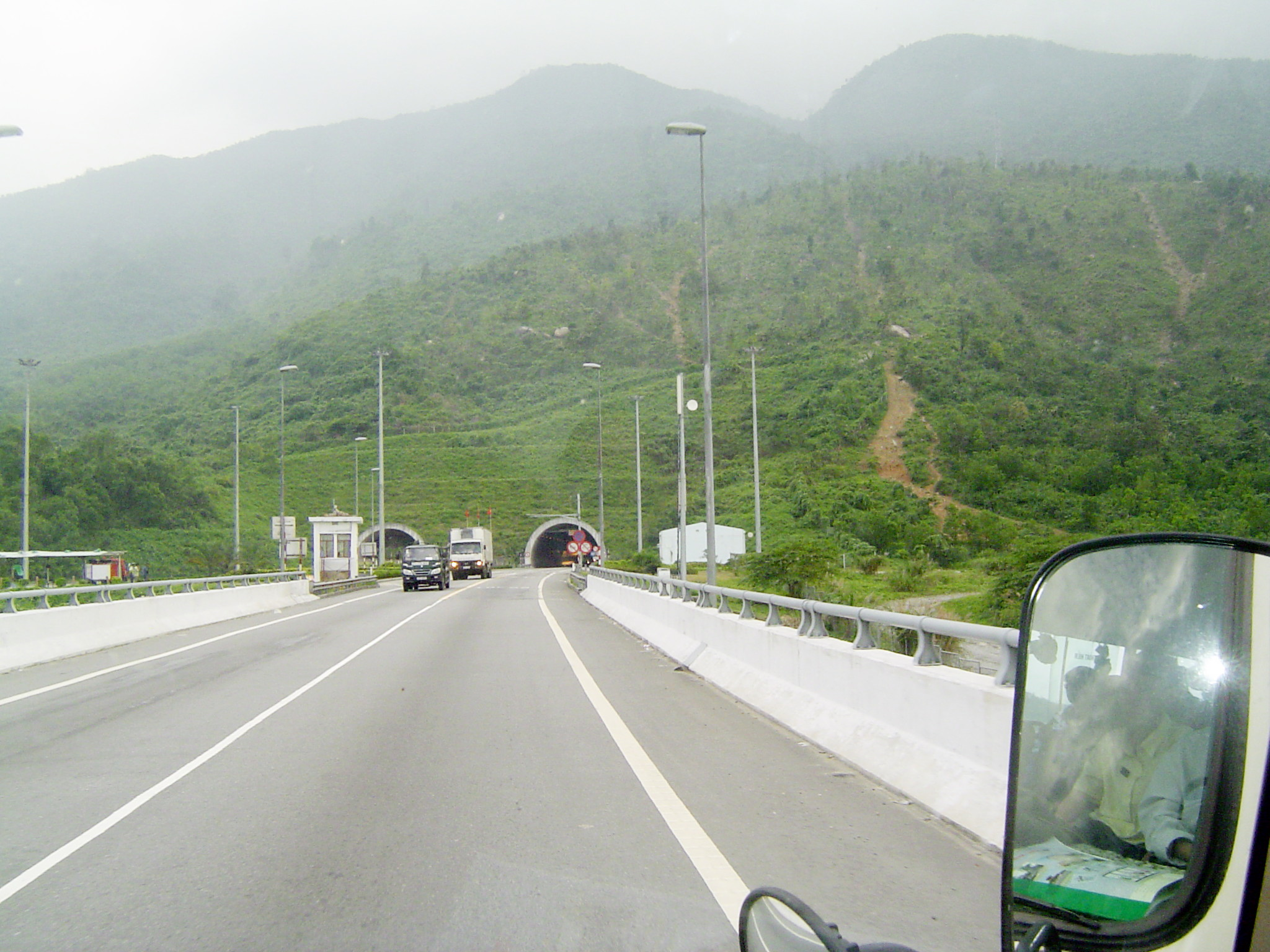
Przełęcz Hải Vân

Tunel Hải Vân − najdłuższy tunel w Azji Południowo-Wschodniej, długości 6280 m, przebiegający pod przełęczą Hải Vân w Wietnamie, na granicy miasta wydzielonego Đà Nẵng i prowincji Thừa Thiên-Huế. Tunel skraca drogę między Đà Nẵng i Huế o 20 km, a czas przejazdu od 30 do 60 minut. Leży w ciągu drogi krajowej 1A oraz trasy azjatyckiej AH1.
Tunel został zbudowany przez połączone siły przedsiębiorstw japońskich, koreańskich i wietnamskich. Główny tunel ma szerokość 11,9 m, a wysokość 7,5 m i jest wyposażony w światła, wentylatory, systemy pożarowe i ostrzegawcze, bieżącą wodę oraz awaryjne zasilanie i nowoczesną dyspozytornię. Główny tunel jest połączony 15 poprzecznymi tunelami z biegnącym równolegle, nieco mniejszym tunelem awaryjnym.
Tunel został oficjalnie otwarty 5 czerwca 2005 roku. W 2006 został odznaczony nagrodą American Construction Management Association za wykonanie. W 2021 roku zakończono prace modernizacyjne oraz oddano do użytku drugą tubę.